# San Pio delle Camere

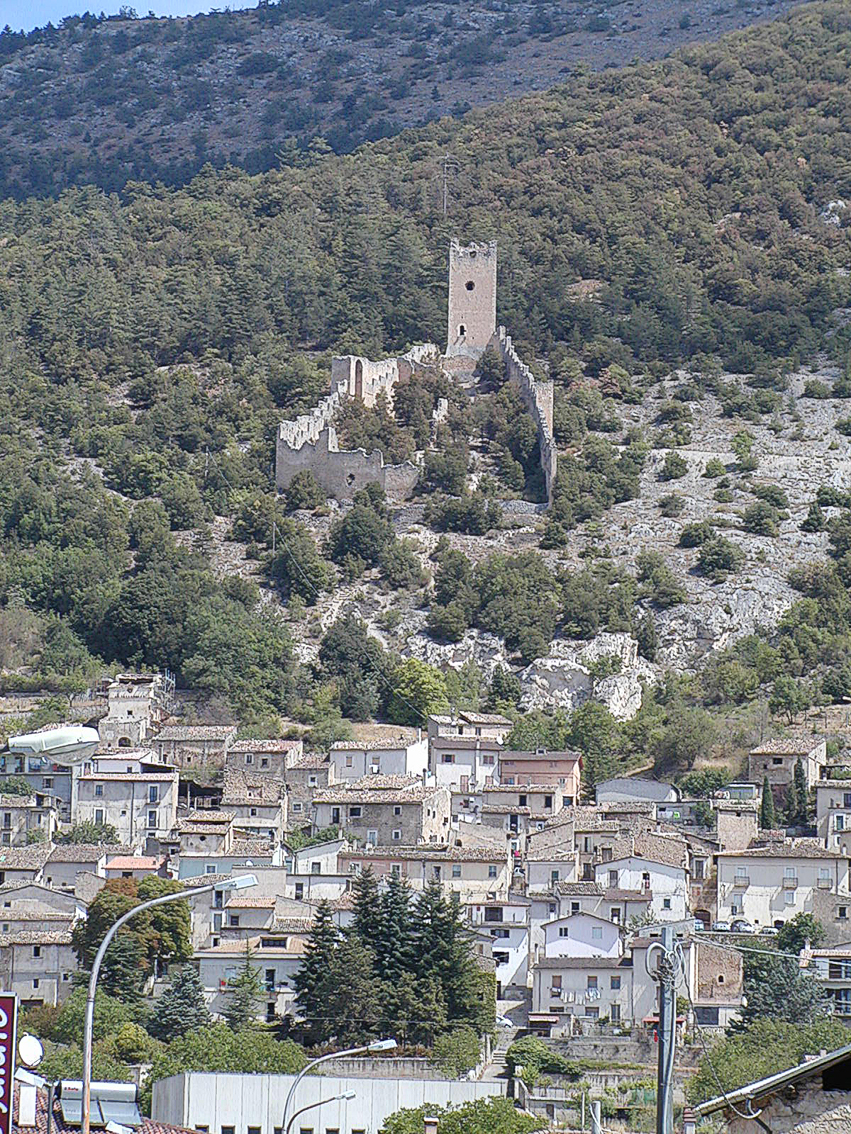
Panorama von San Pio delle Camera mit der gleichnamigen Burg

San Pio delle Camere ist eine italienische Gemeinde (comune) mit 650 Einwohnern (Stand 31. Dezember 2023) in der Provinz L’Aquila, Abruzzen. Die Gemeinde liegt etwa 22,5 Kilometer südöstlich von L’Aquila am Rand des Nationalparks Gran Sasso und Monti della Laga und gehört zur Comunità montana Campo Imperatore-Piana di Navelli.

## Persönlichkeiten
- Franco Marini (1933–2021), Politiker und Gewerkschafter, früherer Senatspräsident

## Verkehr
Durch die Gemeinde führt die Strada Statale 17 dell'Appennino Abruzzese e Appulo Sannitica von Foggia nach Antrodoco.